# Моріс Десамонне
Моріс Десамонне (фр. Maurice Desaymonnet, 24 червня 1921 — 4 листопада 2015) — французький баскетболіст.

Срібний призер Олімпійських ігор 1948 року.
Срібний призер Чемпіонату Європи 1949 року.